# Wakuya (Miyagi)
Wakuya (涌谷町 Wakuya-chō?) es un pueblo localizado en la prefectura de Miyagi, Japón. En octubre de 2018 tenía una población de 16.026 habitantes y una densidad de población de 195 personas por km². Su área total es de 82,16 km².

## Geografía

### Municipios circundantes
- Prefectura de Miyagi
  - Ishinomaki
  - Tome
  - Ōsaki
  - Misato

## Demografía
Según datos del censo japonés, la población de Wakuya ha disminuido en los últimos años.
| Año del censo | Población |
| ------------- | --------- |
| 1995          | 20.170    |
| 2000          | 19.313    |
| 2005          | 18.410    |
| 2010          | 17.494    |
| 2015          | 16.701    |